# Buzzcocks
Buzzcocks es una banda británica de punk rock formada en Bolton en 1976 por el cantautor y guitarrista Pete Shelley y el cantautor Howard Devoto. Son considerados una importante influencia en la escena musical de Mánchester, en el movimiento de sellos discográficos independientes, en el punk rock, el power pop, el pop punk y el indie rock. Alcanzaron el éxito comercial con sencillos que fusionan artesanía pop con la energía del punk. Estos sencillos fueron recopilados en el álbum Singles Going Steady, descrito por el crítico Ned Raggett como una «obra maestra punk».
Devoto y Shelley eligieron el nombre «Buzzcocks» después de leer el titular: «It's the Buzz, Cock!» (¡Es el entusiasmo, gallo!), en una reseña de la serie de televisión Rock Follies en la revista Time Out. La palabra «buzz» se utiliza para describir la emoción de tocar sobre el escenario; «cock» significa, en la jerga de Mánchester, «compañero» o «amigo». Ese nombre según ellos capturaba la emoción de los Sex Pistols y el movimiento punk emergente.
Devoto abandonó la banda en 1977 y Pete Shelley se transformó en el principal cantante y compositor de la banda.

## Historia

### Comienzos
La banda se formó en la ciudad de Bolton, situada en el área metropolitana del Gran Mánchester, en febrero de 1976 por Pete Shelley y Howard Devoto —cuyos nombres verdaderos son Peter McNeish y Howard Traford, respectivamente— luego de ver actuar en directo a los Sex Pistols. Tocaron por primera vez en su escuela la noche del 1 de abril del mismo año, acompañados por Garth Davies en el bajo y Mick Singleton, de Black Cat Bone, en la batería. Esta alineación duró solamente aquella noche.
Para el siguiente concierto, en julio, la banda regresó con nuevos miembros, el bajista Steve Diggle, introducido al grupo por Malcolm McLaren, y el baterista John Maher, entonces un escolar de 16 años. Shelley invitó a actuar al grupo de Johnny Rotten con los Buzzcocks de teloneros. Los Sex Pistols aceptaron y Shelley, quien trabajaba como operador de computadoras, estudiaba informática y había tenido experiencia en la música habiendo grabado un material de influencia Krautrock antes de cumplir los 20 años, dejó su empleo 24 horas antes del concierto, siendo una decisión acertada, pues lograron hacerse de una considerable audiencia en esa presentación.
Después de participar en el famoso «Anarchy Tour», la agrupación debutó discográficamente con el EP Spiral Stratch (1977), una placa que fue lanzada por su propio sello, New Hormones, y producida por Martin Zero, quien desde ese entonces y poco a poco fue ganándose popularidad de productor discográfico en Mánchester y en algunas otras partes. 
Tras este trabajo, Devoto abandonó el grupo, argumentando que lo suyo no era la música y dándole prioridad a sus estudios universitarios; pero al poco tiempo de retirarse, se puso al frente del micrófono de la banda de post-punk Magazine.

### Fama
Con la salida de Devoto, Shelley pasó a ser el cantante, pero continuó en la guitarra, mientras que Diggle pasó a ser guitarrista y Garth Davies regresó a la banda como bajista, llamándosele Garth Smith, o simplemente Garth. Durante esos meses, la banda hizo un número de giras, en medio de la época punk en Gran Bretaña, y grabó sus primeras sesiones de estudio con John Peel y firmó con United Artists, lanzando su primer sencillo, «Orgasm Addict». Sin embargo, Garth tuvo que ser expulsado debido a su adicción al alcohol, siendo reemplazado temporalmente por Barry Adamson, de Magazine, con quien la banda hizo unos pocos conciertos, mientras se llevaban a cabo audiciones para encontrar un nuevo bajista. Al poco tiempo, Steve Garvey se unió para reemplazar a Adamson. Esta nueva conformación fue considerada, como la alineación «clásica» de la banda. Poco después se editó «What Do I Get?», igual o más contagioso que el anterior.
Su primer LP fue Another Music in a Different Kitchen (1978), un fenomenal debut, puesto que logró colocarse en el puesto 15 de ventas en el Reino Unido. El disco que incluye temas destacados como «Fast Cars» y «I Don't Mind», fue producido por Martin Rushent, ingeniero de sonido que había trabajado en el álbum Electric Warrior de T. Rex. El mismo año publicaron Love Bites (1978), otro LP con piezas como «Just Lust», «Real World», «Late for the Train» o «Ever Fallen in Love (With Someone You Shouldn't've)».
El disco A Different Kind of Tension (1979), con canciones como «Paradise», «Sitting Round at Home» o «You Say You Don't Love Me», y el recopilatorio Singles Going Steady —incluido en el número 358 de la lista de 500 álbumes más grandes de todos los tiempos según la revista Rolling Stone—, hicieron de los Buzzcocks una de las grandes bandas del momento en Inglaterra.
Todos los miembros de Buzzcocks, excepto Diggle, tenían proyectos musicales paralelos por esos años. Pete Shelley había formado The Tiller Boys, un proyecto post-punk más experimental; Steve Garvey estaba tocando en The Teardrops, al lado de Tony Friel y Karl Burns, ambos exmiembros de The Fall; y John Maher se unió en 1980 a Pauline Murray And The Invisible Girls, con Pauline Murray, cantante de Penetration. Todos estos proyectos se disolvieron casi al mismo tiempo de la primera separación de Buzzcocks, luego de sacar material discográfico alguno.

### Disolución y regreso

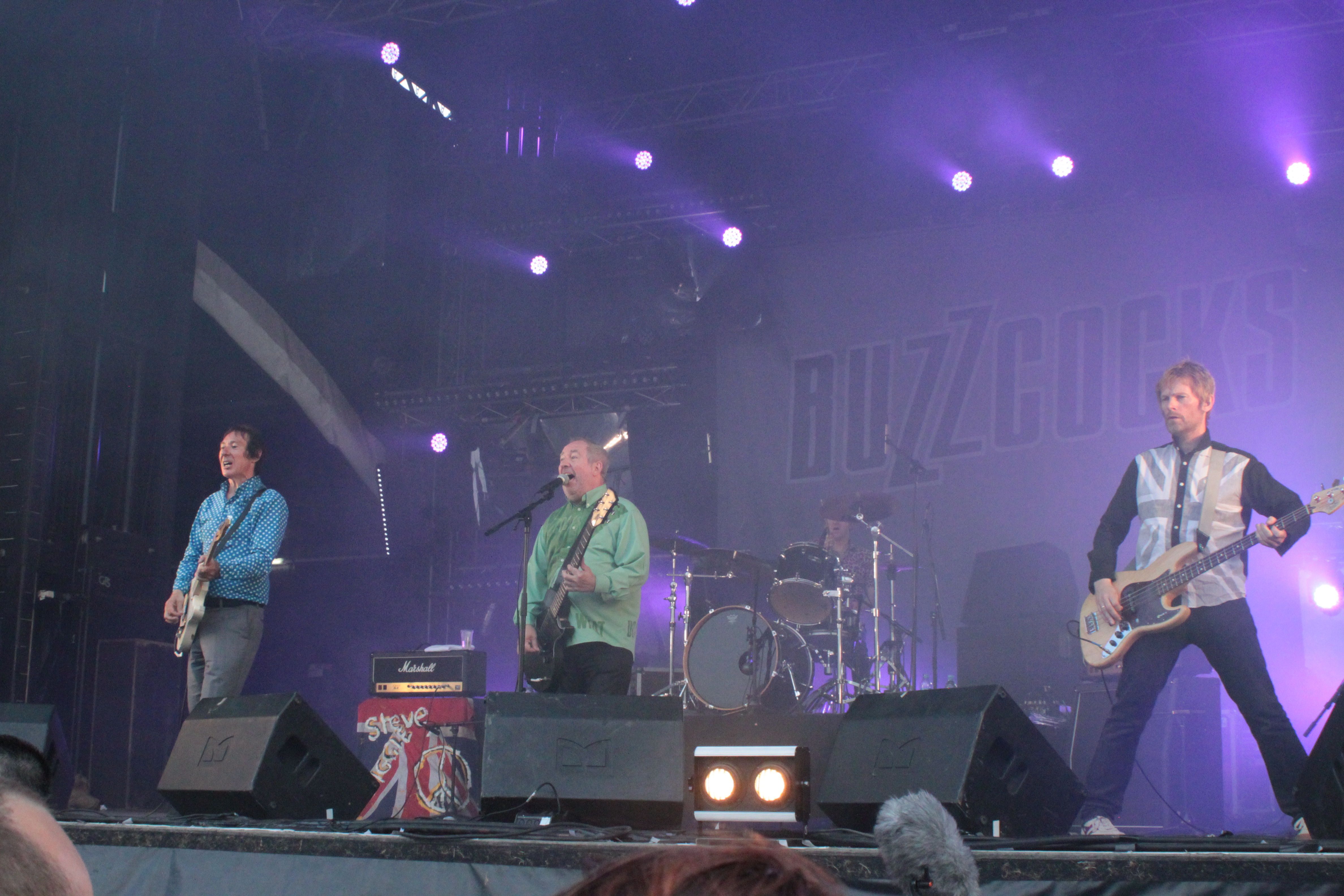
De izquierda a derecha: Steve Diggle, Pete Shelley, John Maher y Chris Remmington en el Hellfest 2013.

A pesar del reconocimiento que tenían dentro de la escena musical, conflictos con EMI llevaron al grupo a una ruptura inesperada el 6 de marzo de 1981 cuando ya habían entregado los demos de su cuarto LP.
Pete Shelley emprendió una carrera solista, dedicándose al synthpop, género aclamado en esa época. Steve Diggle conservó el género rock de su etapa con Buzzcocks, lanzando un primer sencillo como solista al poco tiempo de su separación, y en el que contribuyeron Garvey y Maher, para luego formar con este último una banda llamada Flag of Convenience. Garvey formó Motivation, y luego se mudó junto con el cantante de esta banda, Dave Price, a Nueva York, Estados Unidos, donde la banda continuó. Maher, duró algún tiempo en Flag of Convenience.
Ocho años después, Shelley, Diggle, Garvey y Maher decidieron volver a unirse en 1989. Shelley cesó su carrera como solista y Diggle disolvió Flag of Convenience. Sin embargo, un tiempo después, Garvey y Maher dejarían el proyecto siendo reemplazados por el bajista Tony Barber y el baterista Phil Barker —sustituido después por Danny Farrant—, quienes tocaron junto a Shelley y Diggle en el LP Trade Test Transmissions (1993), disco editado en Castle Communications con producción de Ralph P. Ruppert.
En 2006 publicaron Flat-Pack Philosophy y entre otras presentaciones, formaron parte del cartel de la edición del Warped Tour de ese mismo año.

## Influencia
Aunque no tuvieron una proyección igual de masiva como sus coterráneos Sex Pistols y The Clash, los Buzzcocks han sido referencia para importantes bandas y artistas como The Libertines, Green Day, The Offspring (estos últimos versionaron su tema «Autonomy»). Fine Young Cannibals, Anti-Flag, Billy Talent y Thursday hicieron lo propio con «Ever Fallen in Love (With Someone You Shouldn't've)», mientras que Nirvana los invitó para que fueran sus teloneros en la última gira europea del grupo estadounidense.

## Discografía
Álbumes
- Another Music in a Different Kitchen (1978)
- Love Bites (1978)
- A Different Kind of Tension (1979)
- Singles Going Steady (recopilación) (1979)
- Time's Up (1991)
- Trade Test Transmissions (1993)
- French - Live In Paris 12th April 1995 (en vivo) (1995)
- All Set (1996)
- Modern (1999)
- Buzzcocks (2003)
- Flat-Pack Philosophy (2006)
- The Way (2014)
- Sonics in the Soul (2022)

EP
- Spiral Scratch [Breakdown / Times Up / Boredom / Friends of Mine] (1977)

Sencillos
- «Orgasm Addict / Whatever Happened To...?» (1977)
- «What Do I Get? / Oh Shit» (1978)
- «I Don't Mind / Autonomy» (1978)
- «Love You More / Noise Annoys» (1978)
- «Ever Fallen in Love (With Someone You Shouldn't've) / Just Lust» (1978)
- «Promises / Lipstick» (1978)
- «Everybody's Happy Nowadays / Why Can't I Touch It?» (1979)
- «Harmony in My Head / Something's Gone Wrong Again» (1979)
- «You Say You Don't Love Me / Raison D'Etre» (1979)
- «I Believe / Something's Gone Wrong Again» (1980)
- «Why She's A Girl From The Chainstore / Are Everything» (1980)
- «Strange Things / Airwaves Dream» (1980)
- «Running Free / What Do You Know?» (1980)